# ターニップ賞
ターニップ賞 (英語: Turnip Prize) とは、故意的にダメなモダンアートを表彰することで、テイト・ギャラリーのターナー賞を風刺したイギリスのおふざけ美術賞である。これはジョークとして1999年から始まったものだが、全国的なメディアからの注目を集め、ターニップ賞に似た賞が他にも登場するようになった。賞は、題名にくだらないダジャレが含まれていて、「努力不足」や「ゴミくずか？」と考えられるような作品に与えられる。逆に「頑張りすぎ」や「ゴミくず度が足りない」エントリーは即座に失格となる。最優秀賞を受賞したものには、木のブロックに打ち付けられたカブ（ターニップ）が贈られる。授賞式は現在、サマセット州ウェドモアのニュー・インで行われている。

## 沿革
この賞は、トレイシー・エミンの「マイ・ベッド」がターナー賞候補となった後の1999年に、サマセット州のウェドモアにあるジョージホテル（現在はニュー・イン）の経営者と常連客によって考案されたものである。この賞は、トレヴァー・プリドーが主催、運営しており、プリドーは「ターニップ賞はくだらない作品のコンテストである。（中略）どんな作品でもエントリーすることができるが、その作品は必ずゴミでなければならない」と述べている。この賞は「私たちはそれがゴミであることは分かるが、そのごみは芸術的であるか？」という仮定の基に成り立っている。コンテストの参加者は、現代アートに見せかけたばかげた作品でエントリーする。それらは、主にがらくたから作られ、くだらないダジャレを題名にしているものである。そして賞品として6インチの錆びた釘の刺さったカブが贈られる。
2000年の5月には、候補者たちがBBCテレビのエスター・ランツェン・ショーに出演し、 エスター・ランツェンによって紹介され、国内および国際的に取り上げられた。2001年には、ウェドモアの公衆便所でコンテストが行われた。
2003年には、賞がウェドモアのニュー・インに移転した。受賞したのはジェームズ・ティムズの Take a Leaf out of My Chook（生の鶏肉に葉っぱを詰めて展示したもの）だった。
2005年の受賞者、69歳の元コピー機セールスマンであるイアン・オセンスロートのBirds Flew （鳥の巣とインフルエンザの薬箱を展示したもの）だった。彼は「私はこの最も困難な芸術コンテストに何度か応募したことがあるが、今年の努力不足は本当に報われたと感じている」と皮肉っぽくコメントした。
2006年の受賞は、イアン・ルイスの Torn Beef （空のコンビーフ缶を展示したもの）だった。彼は「この作品は作るのに全く時間がかからなかった」とコメントした。トレヴァー・プリドーは、「ここ７年間のウェドモアとその周辺の地域の不良アーティスト達は、ニコラス・セロータやテート・ブリテンが展示したがる作品よりもはるかに良い作品を生み出してきた」とコメントした。さらにBBCチーフサマセット特派員のクリントン・ロジャーズはClint on a Row of Jars（クリント・オン・ア・ロウ・オヴ・ジャーズ）という作品で不朽の名声を得た。
2007年に、コンテストはBy the Bankseaという作品がエントリーされたことによりさらなる注目を浴びた。この作品はブリストルのグラフィックデザイナーのバンクシーの作品にとても似ており、製作者情報も秘密にされている。By the Bankseaは海辺のサリーおばさんゲーム（イギリスのパイプ落としゲーム）をモナリザの構図で描いているが、極めてバンクシー的なスタイルで、モナリザがロケットランチャーを持って海辺の桟橋の残骸と非常口の標識にカブを発射している。コンテストの運営のトレバー・プリドー氏は、「これはバンクシースタイルに見える。しかし、考えすぎだし頑張りすぎてもいる。そういった理由からこの作品は受賞できないだろうね」とコメントし、この作品は「頑張りすぎ」と「ふざけ足りない」と評され、正式に失格となった。２００７年のコンテストはブレイシー・ヴァーミンのTea P （使用済みの複数のティーバッグをPの形にしたもの）が受賞した。
2010年のコンテストには、"Ivor Crush"の洋服ハンガーに"Crush"の「U」の文字を交差させ、Hung up on Youと名付けられた作品や、最近の学生の抗議活動に焦点を当てたバンクシーの作品などがエントリーした。
2011年は、CheeseE（チーズをEの形に削ったもの）やA fish full of dollars（魚のフィギュアにドル札を詰め込んだもの）や、First Class Mail （アクションマンに切手を注意深くつけたもの）や、Half a Stone Lighter（色をつけた石）などがエントリーされた。この年の賞は、BBCのHave I Got News For Youで二週連続で紹介された。
2012年 – 87 エントリー。
2013年 – 69 エントリー。アイルランド、イタリア、パリ、アメリカを含む。
2014年 – 69 エントリー。カナダ、アメリカ、ドイツ、イタリアを含む。
2015年 – 69エントリー。フランス、チェコ共和国、ノルウェー、マケドニアを含む。
2016年 – 99エントリー。オーストラリアのブリズベン（窓口提出）、スコットランド、北アイルランド、ランディ島を含む。
2017年 – 100エントリー。ガーンジー島、ドイツを含む。
2018年 – 90エントリー。オーストラリア（壊れた69個の破片が届いた）、アンティグアを含む。
2019年 – 107エントリー。オーストラリアのシドニー、ガーンジー島、ベルギーを含む。

## 最優秀賞と受賞者
- 1999 – デビット・ストーン （パン屋）– Alfred The Grate (火格子で焦げたロールパン2個 )
  - デビット・ガノン(イギリス航空会社従業員) – Sharp Infested Waters (針とカミソリとナイフが入った水瓶)
  - ニール・エリス– Soiled Serviette (くしゃくしゃになった紙の破片にコメントしたもの)
  - イアン・ジョーンズ– Half Cut （のこぎりと中途半端に切った木の破片とビール瓶)
  - モーリーン・ホッジ（パブの女主人） – Laundry Day Tracey (きちんと積み重ねられたきれいなシーツ)
- 2000 – ジャッキー・レッドマン（30歳看護師）– Minstrel Cycle (お菓子とカクテルスティックとタンポンによって作られたバイク)
  - ジェニー・ヴァイニング（21歳＋の助産師）– Cereal Killer (銃弾の穴が開いたシリアルのパッケージ)
  - ケリー・ボベット（19歳のグラフィックデザイナー研修生） – Wind In The Willows (枝編みのかごに入った缶詰の豆)
  - スー・スミス（50歳＋） – Surf In The Net (網の中に入った洗剤の箱)
- 2001 – クロエ・ウィルソン – nothing (文字通り何もない)
- 2002 – ジェニー・ヴァイニング （助産師）– Piston Broke (木のブロックの上に乗った壊れたピストン)
  - ディック・ステリング(69歳地主) – A Bit on the Side (馬のくつわの側面)
  - ジェームズ・タイムズ(曲芸芸術家) – Privot Investigator (イボタノキの草と虫眼鏡)
- 2003 – ジェームズ・ティムズ (26歳、長距離一輪車乗り)– Take a Leaf out of my Chook (葉っぱが詰められた生の鶏肉)
  - ディ・ヴォース – Bitter and Twisted (グレープフルーツの皮の切れっ端)
  - ジョニー・ウィルキンソン– Jonny Wilkinson (コンドームとカミソリの刃)
  - ポリー・エチレン – What a Waste (彫られた配管パイプ)
- 2004 – パール・E・クイーン (99歳、元煙突清掃員)– Jellied Deal (ゼリーに突っ込んだカード)
  - アラン・キエダ – Camp X Ray (コラージュしたキャンプの写真)、失格
  - クレア・プライア – Half a Stone Lighter
  - イアン・ルイス – Light Lunch（磁気、紙、鉄、ガラスの彫刻）
- 2005 – イアン・オセンスロート（69歳、元コピー機販売員）– Birds Flew (空の鳥の巣とインフルエンザの薬箱)
  - イアン・ルイス – Political Promises (空のビン)
  - The Mysterious Baker – Half Baked (1/2の形に焼かれたパン)
  - ロバート・ベイビー– Leakin' Wellington (ウェリントンブールから突き出たリーキ)
  - The Sisters Incognito – The Hand of Time (時計の文字盤の張り子の彫刻)
- 2006 – イアン・ルイス（アイアンマン）が– Torn Beef (空のコンビーフ缶)
  - Ham Sweet Ham (失格) (二枚のスライスハムと茹でたお菓子の入った額縁)
  - Beyond the Pale
  - Captain's Log
  - クリントン・ロジャーズ（BBCチーフサマセット特派員） – Clint on a Row of Jars
  - Cracked Pot (壊れた植物のポット)
  - Medium Steak (中サイズの木のくい)
  - The Second Coming
- 2007 – ブレイシー・ヴァーミン（ジャム製造業）– Tea P（Pの形にした使用済みティーバッグ）
  - メアリ・レフトリー – Thyme Flies (タイムと死んだハエの入った六角形のビン)
  - ミスター・フェジーウィグ – Pair o' dice Lost（さいころとスコットランドの地図）
  - ジョン・スクワイアズ – Mints Meet (ポロミントとエクストラストロングミントの入ったミンスミートのビン)
  - アイザック・ハスモフ– Fly in Saucer (死んだハエとカップの受け皿), 2007年の特別賞。審査員はこれを素晴らしく努力をしていない作品だとみなした。しかし、ハエはゴミとみなされるべきでない。(ハエはクモに食べられない限り、リサイクル不可能)
- 2008 – アイヴァー・プランスト（農家）– Fleeced (羊の毛でジョン・サージェントを描いたもの)
- 2009 – フランク・ヴァン・バフ（スポーツ番組の司会者）– Manhole Cover (ペアの白いブリーフ)
  - クリントン・ロジャーズ– Croc of Gold (金色に塗られたクロックス)
  - ビョルン・トゥーレイト– The Swinging Six Teas (６つのティーバッグがぶら下がったコートハンガー)
  - スー・シー – Knickless Cage (裸にされてワイヤーケージに入れられたバービー人形)
  - メリー・クリスマス– Noddy Holder (ノッディのかご)
  - アント・スポンジ– Shi Tart (SHIという文字が書かれたタルト)
- 2010 – ダグ・ピット （ゴールドディガー）– Chilli 'n' Minors (一つの大きな唐辛子と三つの小さな唐辛子)
  - アント・スポンジ– Elfin Safety (エルフの耳が付いた大工のヘルメット)
  - ジル・アダムズ– It's Marge (信じられないことに、マージ・シンプソンが入ったバター容器ではない)
  - ジョー・ヒル– Polish Worker (ふきんまたはクリーニングクロス)
  - ニュー・ブラッド – A Leg Up (古いテーブルの脚を立てたもの)
  - サラ・クイック– Brief Encounter (ズボンをはいたそろばん)
- 2011 – ジミー・ドルー （庭師）– Jamming with Muddy Waters (泥水とジャムが入ったジャム瓶)
  - グラニー・アビュース– Fish Full of Dollars (ドル札が満タンに入った魚のおもちゃ)
  - ミスター・フェジウィグ– Half a Stone Lighter (片側が他の側面と比べて明るい色の石)
  - アウント・スポンジ– Children in Mead (たくさんの人形が入ったミードのビン)
  - アンディ・グールド– CheesE (Eの形に彫られたチーズ)
  - チームGB– First Class Mail (ペニスにファーストクラスの切手が貼られたアクションマンのフィギュア)
- 2012 – ミス・クイック （助産師）– The Three Tenors (失禁パッドのテナの袋から3本の女性用おむつが突き出ているもの)
  - アンディ・ロビンソン– A Limpet Torch (カサガイのついた松明)
  - アジーフ– Arab Spring (アラブ人に扮した大きなばね)
  - ケリー・ジョーンズ– S'not Art (しわくちゃになったティッシュ)
  - ハロルド・ストーン – Stone He Broke (二つに割れた石)
  - ジェームズ・スタンドン– Bread in Captivity (ペット用ケージに入れられた一斤のパン)
  - マイク・アトキンソン – Children in Knead (パン生地の塊に突っ込んだ子供)
- 2013 – パーシー・ロングプロング （元運転手）– Play on Words (辞書の上に載せられたシェイクスピア劇、つまりシェイクスピアのplay)
  - クリス・マキンリー – Slightly Open (ビン)
  - ヒュー・グラント – Brookes Hair Hacked (赤い木くずの山)
  - トニー・エドマンズ– Flower Power (花とバッテリー)
  - コブシー – The Hobbit (ガスのリング)
  - グイド・バルバト – Smarty Pants (ズボンの中から出てきたスマーティーズというお菓子の筒)
- 2014 – ミズ・ドタンクン・シェパード（女性の羊飼い）– Ewe Kip (眠っている羊)[27]
  - アビー– Gogglebox (ゴーグルの空箱)
  - リーフィ – Pensive (ペンとふるい)
  - アント・スポンジ– Stick another Shrimp on the Barbie (小エビが接着されたバービー人形、オーストラリア英語のこの表現（英語版）に引っかけたもの)
  - トリーズ・R・グリーン– Ginger Nut (くるみとショウガのひげ根)
  - マイク・アンダーソン– Breast in Plant (植物にはめ込まれた乳房)
- 2015 – ボンクシー (ロケット科学者)– Dismal And (憂鬱に見える「＆」の文字)
  - P・エンフォールド – Danger Mouse (電気警告ステッカーが貼られたパソコンのマウス)
  - Art Ist – Staple Diet (皿の上に乗った針)
  - Asif – A Clean Slate （ただのスレート)
  - パット・マグローイン– Hung like a Donkey (ロープから下がるロバ)
  - イモジェン・クリーズ – A Roll in the Hay (干し草にはいったロールパン)
- 2016 – ブラムスキー（ソムリエ） – Pole Dark (黒い棒)
  - ソヴリン・スティーヴ– Bricks It (「IT」の形に配置された三つの赤いレンガ)
  - ヘア・ミンジ – Labour Party (パーティホーンを出産するバービー人形)
  - E.B.トランプト – Oh Baaah Ma Leaves (二匹の羊と何枚かの葉っぱ)
  - ウィリー・トロパム – Pair of Drawers (事務所から持ってきたペアの引き出し)
  - Kick Ass O – The European Single Meerkat (ヨーロッパの旗を持った一匹のミーアキャット)
- 2017 – クリスPベーコン (8年生) – Pulled Pork (豚を引くトラクター)
  - スー・ドニム – Fake Nudes (裸で握手するバービーとケンの人形)
  - タイガー・ウッド– Minnie Driver (小さいゴルフクラブ)
  - キープザフェイス – Northern Soul (底にコンパスがついた靴)
  - レディ・(シーラ)・クリッターズ – Pant & Dec (カードが載せられたズボン)
  - N Eedl Ife – Pornhub (チェスのポーンがのったインターネットハブ)
- 2018 – ストローク・ミー（トイレ清掃員）– Collywobbles (ゼリーに載せられたプラスチックのコリー犬)[24]
  - クレア・ブラウン – Stock Pile (積み重ねられた固形スープ)
  - C Tinder – Hot Date (唐辛子とナツメヤシ)
  - ミセス・ハインツ – Trump Tower (二つに積み重ねられた焼き大豆の缶)
  - レイ・サイクル – Plastic Waste (プラスチックのベルト)
  - アナベル・ストーン – Hollywood (モチノキのかけらと木のかけら)
- 2019 – ファニー・スコーチャー （美容師）– Bush Fire Down Under (真ん中に穴の開いた女性用パンツ)
  - キャナ・B・バザード – A Complete Waste of Thyme (瓶から捨てられたハーブ)
  - ウィル・テッド・ガットフル – Lettuce Leaf or Romaine (ロメインレタスの葉)
  - ヘンリー・ヨーキング – Poached Eggs (空の卵の容器)
  - デヴィッド・エーマン – The Leaves and the Remains (積み重なった骨と葉っぱ)
  - Asif – Thomas Cooked (鍋に入れられた機関車トーマス)

## 他のコンテスト
今やそれぞれ独立した「ターニップ賞」は世界各地で行われているが、それぞれ大会の運営者によってルールは異なる。コンテストは一般的に「私たちはこれがゴミなのはわかるが、それはアートなのか」というコンセプトで行われ、参加者はジャンク品を使った作品に意味不明なタイトルやダジャレをつけて応募する。点数は面白さと努力不足さで評価されるが、参加者は頻繁に作品に努力をかけすぎることにより失格となる。
2001年には、タブロイド紙である『ザ・サン』でターニップ賞が主催された。
2002年には、「ザ・ターニップ賞」がエディンバラ芸術大学で学生に向けて「地味な野菜から何かを切り出したり、デザインしたりすること」を目的として一年間開催された。2005年は賞品としてマウンテンバイクが贈られた。2005年には、ターニップ賞の展示会が地域住民のためにロンドンのセントポールギャラリーのタワーハムレッツで開かれた。